# Coupe de France des clubs cyclistes 2015
Navigation
Édition précédente Édition suivante
La 20e édition de la Coupe de France des clubs cyclistes a lieu du 21 février au 20 septembre 2015. Elle comporte dix-sept épreuves : huit pour la Coupe de France DN1, six pour la Coupe de France DN2 et trois pour la Coupe de France DN3.

## Coupe de France DN1

### Clubs labellisés
| Clubs labellisés                | Clubs labellisés | Clubs labellisés |
| Nom de l'équipe                 | Pays             | Code             |
| ------------------------------- | ---------------- | ---------------- |
| AVC Aix-en-Provence             | France           | AVC              |
| BIC 2000                        | France           | BIC              |
| CC Étupes                       | France           | CCE              |
| CC Nogent-sur-Oise              | France           | NOG              |
| CC Villeneuve Saint-Germain     | France           | CCV              |
| Chambéry CF                     | France           | CCF              |
| CR4C Roanne                     | France           | CR4              |
| ESEG Douai-Origine Cycles       | France           | ESD              |
| GSC Blagnac Vélo Sport 31       | France           | GSC              |
| Occitane CF                     | France           | OCF              |
| Océane Top 16                   | France           | TOP              |
| Pro Immo Nicolas Roux           | France           | PIM              |
| Probikeshop Saint-Étienne Loire | France           | ECS              |
| SCO Dijon                       | France           | SCD              |
| Sojasun espoir-ACNC             | France           | ANC              |
| UC Nantes Atlantique            | France           | UCN              |
| USSA Pavilly Barentin           | France           | PAV              |
| VC Rouen 76                     | France           | VCR              |
| Vendée U                        | France           | VEN              |
| Vulco-VC Vaulx-en-Velin         | France           | VCV              |

### Résultats
| \| \| Résultats \| | \| \| Résultats \| | \| \| Résultats \|               | \| \| Résultats \| | \| \| Résultats \| | \| \| Résultats \| | \| \| Résultats \|           |
| ------------------ | ------------------ | -------------------------------- | ------------------ | ------------------ | ------------------ | ---------------------------- |
| #                  | Date               | Épreuve                          | Vainqueur          | Deuxième           | Troisième          | Leader du classement général |
| 1                  | 21 février         | Grand Prix du Pays d'Aix         | Lilian Calmejane   | Nans Peters        | Nico Denz          | Chambéry CF                  |
| 2                  | 28 mars            | Grand Prix Gilbert Bousquet      | Franck Bonnamour   | Fabrice Seigneur   | Jon Larrinaga      | Vendée U                     |
| 3                  | 29 mars            | Boucles guégonnaises             | Marc Fournier      | Anthony Perez      | Romain Cardis      | Vendée U                     |
| 4                  | 25 mai             | Prix des vallons de Schweighouse | Marc Fournier      | Romain Cardis      | Anthony Perez      | Vendée U                     |
| 5                  | 12 juin - 14 juin  | Tour d'Eure-et-Loir              | Romain Cardis      | Thomas Rostollan   | Benoît Cosnefroy   | Vendée U                     |
| 6                  | 18 juillet         | Grand Prix Cristal Energie       | Thomas Rostollan   | Alexandre Delétang | Fabien Grellier    | Vendée U                     |
| 7                  | 28 juillet         | Grand Prix de Cours-la-Ville     | Nico Denz          | Yannis Yssaad      | Guillaume Barillot | Vendée U                     |
| 8                  | 6 septembre        | Classique Champagne-Ardenne      | Romain Cardis      | Taruia Krainer     | Fabien Doubey      | Vendée U                     |
|                    | Résultats          |                                  |                    |                    |                    |                              |

### Classement final par équipes
| \| \| Classement final par équipes \| | \| \| Classement final par équipes \| | \| \| Classement final par équipes \| | \| \| Classement final par équipes \| |
| ------------------------------------- | ------------------------------------- | ------------------------------------- | ------------------------------------- |
|                                       | Équipe                                | Pays                                  | Point(s)                              |
| 1                                     | Vendée U                              | France                                | 1 082                                 |
| 2                                     | Chambéry CF                           | France                                | 868                                   |
| 3                                     | Sojasun espoir-ACNC                   | France                                | 647                                   |
| 4                                     | AVC Aix-en-Provence                   | France                                | 596                                   |
| 5                                     | CC Nogent-sur-Oise                    | France                                | 501                                   |
| 6                                     | CC Étupes                             | France                                | 435                                   |
| 7                                     | GSC Blagnac Vélo Sport 31             | France                                | 328                                   |
| 8                                     | BIC 2000                              | France                                | 322                                   |
| 9                                     | Occitane CF                           | France                                | 310                                   |
| 10                                    | CR4C Roanne                           | France                                | 301                                   |
| 11                                    | Pro Immo Nicolas Roux                 | France                                | 300                                   |
| 12                                    | UC Nantes Atlantique                  | France                                | 222                                   |
| 13                                    | Océane Top 16                         | France                                | 220                                   |
| 14                                    | USSA Pavilly Barentin                 | France                                | 194                                   |
| 15                                    | SCO Dijon                             | France                                | 192                                   |
| 16                                    | VC Rouen 76                           | France                                | 176                                   |
| 17                                    | CC Villeneuve Saint-Germain           | France                                | 148                                   |
| 18                                    | Vulco-VC Vaulx-en-Velin               | France                                | 148                                   |
| 19                                    | Probikeshop Saint-Étienne Loire       | France                                | 147                                   |
| 20                                    | ESEG Douai-Origine Cycles             | France                                | 89                                    |
|                                       | Classement final par équipes          |                                       |                                       |

Une épreuve sur piste spéciale rapporte un bonus de points pour le Chambéry CF (61 points), l'USSA Pavilly Barentin (40 points) et l'ESEG Douai-Origine Cycles (51 points). En revanche, une pénalité de points est attribuée au cours des épreuves au GSC Blagnac Vélo Sport 31 (15 points).

## Coupe de France DN2

### Clubs labellisés
| Clubs labellisés            | Clubs labellisés | Clubs labellisés |
| Nom de l'équipe             | Pays             | Code             |
| --------------------------- | ---------------- | ---------------- |
| A.PO.GÉ U Charente-Maritime | France           |                  |
| AC Bisontine                | France           |                  |
| Bourg-en-Bresse Ain         | France           |                  |
| CC Périgueux Dordogne       | France           |                  |
| Charvieu-Chavagneux Isère   | France           |                  |
| Côtes d'Armor-Marie Morin   | France           |                  |
| Creuse Oxygène Guéret       | France           |                  |
| EC Raismes Petite-Forêt     | France           |                  |
| Guidon chalettois           | France           |                  |
| Martigues SC-Drag Bicycles  | France           |                  |
| Peltrax-CS Dammarie-lès-Lys | France           |                  |
| Rémy Meder Haguenau         | France           |                  |
| Sablé Sarthe                | France           |                  |
| UC Cholet 49                | France           |                  |
| US Montauban 82             | France           |                  |
| VC Caladois                 | France           |                  |
| VC Pays de Loudéac          | France           |                  |
| VC Toucy                    | France           |                  |
| VS Chartrain                | France           |                  |

### Résultats
| \| \| Résultats \| | \| \| Résultats \|          | \| \| Résultats \|               | \| \| Résultats \| | \| \| Résultats \| | \| \| Résultats \| | \| \| Résultats \|           |
| ------------------ | --------------------------- | -------------------------------- | ------------------ | ------------------ | ------------------ | ---------------------------- |
| #                  | Date                        | Épreuve                          | Vainqueur          | Deuxième           | Troisième          | Leader du classement général |
| 1                  | 28 mars - 29 mars           | Tour du Canton de Saint-Ciers    | Luc Tellier        | Romain Barroso     | Erwann Corbel      | VC Pays de Loudéac           |
| 2                  | 19 avril                    | Tour du Lot-et-Garonne           | Adrien Guillonnet  | Žydrūnas Savickas  | Kévin Le Cunff     | Bourg-en-Bresse Ain          |
| 3                  | 1er mai                     | Bourg-Arbent-Bourg               | Erwann Corbel      | Martin Bouédo      | Simon Buttner      | VC Pays de Loudéac           |
| 4                  | 16 mai - 17 mai             | Boucles Nationales du Printemps  | Simon Buttner      | Victor Gousset     | Arnaud Labbe       | Bourg-en-Bresse Ain          |
| 5                  | 15 août                     | Grand Prix de la Mine            | Fabien Schmidt     | Žydrūnas Savickas  | Jérémy Cabot       | Bourg-en-Bresse Ain          |
| 6                  | 19 septembre - 20 septembre | Grand Prix cycliste de Machecoul | Žydrūnas Savickas  | Antoine Bravard    | Émilien Clère      | Bourg-en-Bresse Ain          |
|                    | Résultats                   |                                  |                    |                    |                    |                              |

### Classement final par équipes
| \| \| Classement final par équipes \| | \| \| Classement final par équipes \| | \| \| Classement final par équipes \| | \| \| Classement final par équipes \| |
| ------------------------------------- | ------------------------------------- | ------------------------------------- | ------------------------------------- |
|                                       | Équipe                                | Pays                                  | Point(s)                              |
| 1                                     | Bourg-en-Bresse Ain                   | France                                | 783                                   |
| 2                                     | Guidon chalettois                     | France                                | 713                                   |
| 3                                     | VC Pays de Loudéac                    | France                                | 665                                   |
| 4                                     | Côtes d'Armor-Marie Morin             | France                                | 539                                   |
| 5                                     | VC Toucy                              | France                                | 473                                   |
| 6                                     | VC Caladois                           | France                                | 355                                   |
| 7                                     | Creuse Oxygène Guéret                 | France                                | 297                                   |
| 8                                     | Peltrax-CS Dammarie-lès-Lys           | France                                | 261                                   |
| 9                                     | UC Cholet 49                          | France                                | 241                                   |
| 10                                    | Rémy Meder Haguenau                   | France                                | 240                                   |
| 11                                    | CC Périgueux Dordogne                 | France                                | 236                                   |
| 12                                    | AC Bisontine                          | France                                | 212                                   |
| 13                                    | Martigues SC-Drag Bicycles            | France                                | 194                                   |
| 14                                    | VS Chartrain                          | France                                | 121                                   |
| 15                                    | Charvieu-Chavagneux Isère             | France                                | 117                                   |
| 16                                    | EC Raismes Petite-Forêt               | France                                | 109                                   |
| 17                                    | US Montauban 82                       | France                                | 84                                    |
| 18                                    | Sablé Sarthe                          | France                                | 54                                    |
| 19                                    | A.PO.GÉ U Charente-Maritime           | France                                | -51                                   |
|                                       | Classement final par équipes          |                                       |                                       |

Une épreuve sur piste spéciale rapporte un bonus de points pour le Guidon chalettois (66 points), l'AC Bisontine (55 points) et le Martigues SC-Drag Bicycles (47 points). En revanche, des pénalités de points sont attribués au cours des épreuves à l'EC Raismes Petite-Forêt (23 points), l'US Montauban 82 (23 points) et l'A.PO.GÉ U Charente-Maritime (90 points).

## Coupe de France DN3

### Clubs labellisés
| Clubs de DN3                     | Clubs de DN3 | Clubs de DN3 |
| Nom de l'équipe                  | Pays         | Code         |
| -------------------------------- | ------------ | ------------ |
| AS Corbeil-Essonne               | France       |              |
| ASPTT Nancy                      | France       |              |
| Bricquebec Cotentin              | France       |              |
| CC Marmande 47                   | France       |              |
| Chris Net                        | France       |              |
| CM Aubervilliers 93              | France       |              |
| Dunkerque Littoral-Cofidis       | France       |              |
| EC Felletin Ussel Creuse Corrèze | France       |              |
| EC Trélissac Coulounieix 24      | France       |              |
| Entente Sud Gascogne             | France       |              |
| ES Torigni                       | France       |              |
| Fybolia Locminé Auto             | France       |              |
| Girondins de Bordeaux            | France       |              |
| Grenoble Métropole 38            | France       |              |
| Issoire CC                       | France       |              |
| Laval 53                         | France       |              |
| Macadam's Cowboys                | France       |              |
| Pays de Dinan                    | France       |              |
| POC Côte de Lumière              | France       |              |
| SC Nice Jollywear                | France       |              |
| U Anjou 49                       | France       |              |
| UC Aubenas                       | France       |              |
| UC Orléans                       | France       |              |
| US Saint-Herblain                | France       |              |
| UV Aube-Club Champagne Charlott' | France       |              |
| UV Limousine                     | France       |              |
| VC amateur Saint-Quentin         | France       |              |
| VC Avranches                     | France       |              |
| VC Pays de Lorient               | France       |              |
| VC Pontivyen                     | France       |              |
| VC Unité Schwenheim              | France       |              |
| Vienne 86                        | France       |              |
| VS Hyérois                       | France       |              |
| VS Romanais Péageois             | France       |              |
| VS Valletais                     | France       |              |

### Résultats
| \| \| Résultats \| | \| \| Résultats \| | \| \| Résultats \|           | \| \| Résultats \| | \| \| Résultats \| | \| \| Résultats \| | \| \| Résultats \|           |
| ------------------ | ------------------ | ---------------------------- | ------------------ | ------------------ | ------------------ | ---------------------------- |
| #                  | Date               | Épreuve                      | Vainqueur          | Deuxième           | Troisième          | Leader du classement général |
| 1                  | 8 mars             | Vienne Classic               | Thomas Welter      | Fabio Do Rego      | Boris Zimine       | SC Nice Jollywear            |
| 2                  | 3 mai              | Tour du Périgord             | Loïc Herbreteau    | Boris Orlhac       | Loïc Ruffaut       | SC Nice Jollywear            |
| 3                  | 14 août            | Grand Prix Christian Fenioux | Stéphane Reimherr  | Pierre Drancourt   | Mickaël Larpe      | POC Côte de Lumière          |
|                    | Résultats          |                              |                    |                    |                    |                              |

### Classement final par équipes
| \| \| Classement final par équipes \| | \| \| Classement final par équipes \| | \| \| Classement final par équipes \| | \| \| Classement final par équipes \| |
| ------------------------------------- | ------------------------------------- | ------------------------------------- | ------------------------------------- |
|                                       | Équipe                                | Pays                                  | Point(s)                              |
| 1                                     | POC Côte de Lumière                   | France                                | 475                                   |
| 2                                     | AS Corbeil-Essonne                    | France                                | 415                                   |
| 3                                     | Pays de Dinan                         | France                                | 408                                   |
| 4                                     | VC Unité Schwenheim                   | France                                | 403                                   |
| 5                                     | SC Nice Jollywear                     | France                                | 390                                   |
| 6                                     | Issoire CC                            | France                                | 384                                   |
| 7                                     | U Anjou 49                            | France                                | 376                                   |
| 8                                     | Laval 53                              | France                                | 363                                   |
| 9                                     | UV Aube-Club Champagne Charlott'      | France                                | 352                                   |
| 10                                    | Dunkerque Littoral-Cofidis            | France                                | 324                                   |
| 11                                    | Girondins de Bordeaux                 | France                                | 307                                   |
| 12                                    | CC Marmande 47                        | France                                | 286                                   |
| 13                                    | CM Aubervilliers 93                   | France                                | 282                                   |
| 14                                    | EC Trélissac Coulounieix 24           | France                                | 256                                   |
| 15                                    | Bricquebec Cotentin                   | France                                | 252                                   |
| 16                                    | Grenoble Métropole 38                 | France                                | 232                                   |
| 17                                    | VS Valletais                          | France                                | 232                                   |
| 18                                    | Vienne 86                             | France                                | 218                                   |
| 19                                    | Entente Sud Gascogne                  | France                                | 218                                   |
| 20                                    | VC Pays de Lorient                    | France                                | 183                                   |
| 21                                    | EC Felletin Ussel Creuse Corrèze      | France                                | 182                                   |
| 22                                    | UC Aubenas                            | France                                | 170                                   |
| 23                                    | Fybolia Locminé Auto                  | France                                | 160                                   |
| 24                                    | VS Hyérois                            | France                                | 147                                   |
| 25                                    | ASPTT Nancy                           | France                                | 106                                   |
| 26                                    | VC amateur Saint-Quentin              | France                                | 84                                    |
| 27                                    | ES Torigni                            | France                                | 80                                    |
| 28                                    | Macadam's Cowboys                     | France                                | 74                                    |
| 29                                    | US Saint-Herblain                     | France                                | 62                                    |
| 30                                    | VS Romanais Péageois                  | France                                | 45                                    |
| 31                                    | UV Limousine                          | France                                | 42                                    |
| 32                                    | UC Orléans                            | France                                | 34                                    |
| 33                                    | VC Pontivyen                          | France                                | 29                                    |
| 34                                    | VC Avranches                          | France                                | -15                                   |
| 35                                    | Chris Net                             | France                                | -90                                   |
|                                       | Classement final par équipes          |                                       |                                       |

Une épreuve sur piste spéciale rapporte un bonus de points pour l'AS Corbeil-Essonne (56 points), le VS Hyérois (25 points) et le VS Romanais Péageois (32 points). En revanche, des pénalités de points sont attribués au cours des épreuves aux Girondins de Bordeaux (30 points), à l'EC Trélissac Coulounieix 24 (15 points), au VS Hyérois (75 points), au VC Avranches (15 points) et à Chris Net (90 points).